# Karu Sakaibê
Karu Sakaibê (também grafado como Karú-Sakaibê, Karusakaibê ou Karusakaybu) também chamado Pai dos Mundurukú" e Grande Ser, é o criador de tudo no mundo segundo a filosofia munduruku; é o herói civilizador dos indígenas munduruku. Era acompanhado por seu filho Karu Taru e o ajudante Reru.

## Descrição
Karu Sakaibê vivia sobre a terra, não tinha pai ou mãe,  foi ele quem criou tudo que há no mundo e seus respectivos espíritos protetores: o céu, as estrelas, os animais de caça, os peixes, as plantas de cultivo e as árvores. Também fez as plantas produzirem frutos. É responsável pela formação do relevo montanhoso do Alto Tapajós e pelo curso do rio Tapajós.

## Origem dos munduruku
O mito "Origem dos Munduruku" é descrito no livro "As serpentes que roubaram a noite e outros mitos", do escritor Daniel Munduruku. Karu Sakaibê ensinou a caça de grande porte aos homens que viviam na maloca de Acupary: como conectar-se com a caça para saber quais estão preparados para serem alimento para os humanos.
Certa vez, o próprio Karu Sakaibê não conseguiu caça para sua família. Então enviou seu filho para pedir um pouco de caça para os vizinhos humanos. Karu Taru foi enviado por três vezes até a maloca de Acupary para pedir caça, o que lhe foi negado. Na primeira vez, os homens mandaram as peles e as penas de suas caças para Karu Sakaibê. E essas foram as penas que Karu Sakaibê usou para criar um cercado ao redor da maloca de Acupary pouco antes de transformar homens, mulheres e crianças em porcos bravos, como forma de punição. Em seguida, Karu Sakaibê movimentou as penas pelo horizonte e transformou o terreno da malorca em uma caverna.
A gruta ainda existe no território Mundukuru, mas amedronta a todos, pois conta-se que vozes e grunhidos são ouvidas no local.
Triste com os vizinhos agora porcos, Karu Sakaibê caminhou por dois dias em busca de outras paisagens. Parou em um descampado, onde abriu uma fenda no chão de onde tirou um casal de cada raça humana: um Munduruku, um indígena, um branco e um negro. Cada casal seguiu uma direção para povoar o mundo, enquanto os Munduruku ficaram em Decodemo.

## Do centro da Terra à superfície
Outro mito importante em que Karu Sakaibê é mencionado é aquele que descreve como o mundo foi amplamente povoado por homens que viviam no centro da terra (do mundo do centro da Terra ao mundo de cima), que é apresentado no livro "Contos indígenas brasileiros", também do escritor Daniel Munduruku.
Reru, ajudante de Karu Sakaibê, era um habilidoso artesão. Certo dia, criou um tatu com folhas, galhos, gravetos e cipós, e para deixá-lo ainda mais realista, deciciu usar uma resina feita com a cera de mel de abelha. Para secá-lo mais rápido, enterrou a figura do tatu na terra, deixando apenas o rabo de fora, por onde o estava segurando. Mas a resina prendeu suas mãos ao rabo do tatu. Então Reru deu vida ao animal, esperando que ele saísse do buraco e, assim, o libertasse da cola. Contudo, o tatu cavou em diração ao centro da terra até lá chegar.
Lá Reru encontrou muitas pessoas, de todos os jeitos: bonitas, feias, boas, más, preguiçosas... Impressionado, Reru deu um jeito de sair do buraco e correu para contar o que descobrira a Karu Sakaibê. Que o advertiu por ter demorado e decidiu trazer todos aqueles humanos para o mundo de cima. Karu Sakaibê enrolou uma pelota em sua mão e a jogou no chão. Imediatamente, nasceu um pé de algodão, cujas fibras Karu Sakaibê usou para fazer uma corda. Karu Sakaibê passou a corda pela cintura de Reru e lhe mandou ao centro da terra para buscar aquelas pessoas.

Primeiro subiram os feios e preguiçosos e, quando estavam subindo os bonitos e famosos, a corda arrebentou. Karu Sakaibê quis diferenciar os homens em Munduruku, Arara, Kaiapó, Mawé, Mura, Panamá e outros. Pintou cada um deles com uma cor: verde, amarelo, preto... Karu Sakaibê percebeu que os feios e os preguiçosos dormiam enquanto ele pintava os homens. Como castigo, transformou-os em passarinhos, porcos-do-mato, borboletas e outros bichos da floresta. Como presente para os que não eram preguiçosos, Karu Sakaibê preparou o campo, semeou e mandou chuva; fazendo nascer: mandioca, milho, cará, batata-doce, algodão, plantas medicinais e, várias outras.